# Textricella lamingtonensis
Textricella lamingtonensis är en spindelart som beskrevs av Forster 1959. Textricella lamingtonensis ingår i släktet Textricella och familjen Micropholcommatidae.
Artens utbredningsområde är Queensland. Inga underarter finns listade i Catalogue of Life.